# Erebia cebennica
Erebia cebennica är en fjärilsart som beskrevs av De Lesse 1947. Erebia cebennica ingår i släktet Erebia och familjen praktfjärilar. Inga underarter finns listade i Catalogue of Life.